# Ритти, Джеймс
Джеймс Якоб Ритти (англ. James Jacob Ritty, 29 октября 1836 — 29 марта 1918) — американский изобретатель и бизнесмен. Изобрёл первый кассовый аппарат.

## Биография
Родился 29 октября 1836 года в Цинциннати, штат Огайо, в семье эмигрантов из Эльзаса Мэри Энн и Леже Ритти, фитотерапевта. В семье было шесть детей: Себастьян, Питер, Джон, Джеймс, Джозеф и Луиза. Изобретательскими способностями помимо Джеймса обладали также Себастьян, получивший позже ряд патентов на сельскохозяйственные орудия, и Джон, механик по профессии, который запатентовал несколько машин для шелушения зелёной кукурузы и использовал их на собственном консервном заводе.
В 1840 году семья Ритти переехала в Дейтон, где Джеймс окончил среднюю школу и поступил в медицинский колледж, но в начале 1861 года бросил учёбу и записался в 4-й Огайский добровольческий кавалерийский полк в звании первого лейтенанта для участия в Гражданской войне. В том же году женился на Сюзанне М. Норрис. В 1864 году покинул армию в звании капитана и стал работать вместе с братьями плотником.
В 1868 году открыл в Дейтоне свой первый салун и стал заниматься оптовой и розничной продажей виски, вина и сигар. В 1877 году стал владельцем «James R. Ritty's Empire Saloon», а в 1882 году открыл бар «Pony House», который сохранился до наших дней под названием «Jay's Seafood». 
В 1895 году покинул барный бизнес и ушёл на пенсию по состоянию здоровья. Скончался от сердечного приступа 29 марта 1918 года, похоронен в семейном склепе на кладбище Вудленд в Дейтоне.

## Изобретение кассового аппарата
С открытием своего бизнеса Ритти столкнулся с проблемой: нечестные сотрудники воровали деньги из кассы, наём новых работников не приносил результата и только приводил к росту текучести кадров. Это приносило бизнесмену не только финансовые убытки, но и постоянный стресс. Из-за ухудшения здоровья в 1879 году Ритти с женой отправился отдохнуть в Европу. Во время плавания на корабле через Атлантический океан он попал в машинное отделение, где обратил внимание на автоматический механизм для счёта оборотов гребного винта корабля. Это привело его к идее создания машины для подсчета финансовых транзакций. В результате он досрочно завершил путешествие и вернулся домой для реализации задумки. 
Вместе со своим братом Джоном Джеймс начал разрабатывать кассовый аппарат в комнате над своим кафе. В середине 1879 года у них была готова первая рабочая модель, состоящая из циферблата с двумя рядами цифр (центы на внешнем круге и доллары на внутреннем) и двух рядов клавиш (с обозначениями сумм центов и долларов), но из-за неточной работы и отсутствия ящика для денег её пришлось модернизировать. Во второй модели братья вместо дисков добавили ряд дополнительных колес на задней части машины. Она была запатентована 4 ноября 1879 года как «Кассовый аппарат и счётчик» (англ. Cash Register and Indicator). Это был первый патент на кассовый аппарат в США, но при этом ни одна из этих двух моделей не была выпущена на рынок.
В ходе дальнейшего усовершенствования братья Ритти спроектировали третью машину под названием «Неподкупный кассир Ритти» (англ. Ritty's Incorruptible Cashier). В ней циферблатный счётчик был заменён на табличную форму с выскакивающими цифрами, состоящую из небольших пластин с денежными номиналами на верхней части клавиш, в результате чего сумма продажи была видна и кассиру, и покупателю. Однако и эта модель не была выпущена в продажу.
В четвертой машине, известной как «машина для рулонов бумаги» (англ. the paper roll machine), Ритти установили рулон бумаги, на котором клавиши с острыми штифтами пробивали отверстия в соответствующей колонке, после чего он продвигался вперед на один шаг. Благодаря этому владелец мог узнать не только общую сумму за день, но и стоимость продаж в каждом ценовом диапазоне. Также на машине был установлен звонок для оповещения о продажах. Новый аппарат был выставлен на продажу, и его приобрели несколько владельцев баров и магазинов, в числе которых бизнесмен Джон Генри Паттерсон.
В конце 1879 года Джеймс Ритти открыл в Дейтоне небольшую фабрику для производства своих кассовых аппаратов под названием «James Ritty’s New Cash Register and Indicator», на которой Джон стал бригадиром. Однако Джеймс не справлялся с управлением из-за основного бизнеса (бар), и в конце 1881 года братья продали фабрику и первоначальный патент продавцу стекла и столового серебра Джейкобу Х. Экерту из Цинциннати за 1 тыс. долларов. 
В 1882 году Джеймс Ритти вместе с шурином Экерта, машинистом Джоном Бирчем, подали заявку на новый патент на кассовый аппарат, закрепленный за Экертом. У новой машины был ящик и колокольчик, который звенел при нажатии на ключ и открытии ящика, а счётчик показывал покупателю сумму покупки. Для производства и продажи первого механического кассового аппарата была создана компания «National Manufacturing Company». С целью расширения бизнеса Эккерт организовал акционерную компанию с капиталом в 10 тыс. долларов и продал меньше половины акций Джону Паттерсону, его брату Фрэнку и ещё двум людям. В 1884 году Паттерсон стал владельцем большинства акций, а компания была переименована в «National Cash Register Company». При этом братья Паттерсон поддерживали дружеские отношения с Джеймсом Ритти и приглашали его на встречи и конференции NCR.